# Персийско-византийска война (602 – 628)
Персийско-византийска война (602 – 628) е последната, най-продължителната (26 години) и най-изтощителната война от поредицата конфликти между Византия и Персийската империя, която изтощава и двете държави и създава предпоставки за арабското завоевание на Близкия изток.
Предишният конфликт между двете империи приключва през 591 г., след като византийският император Маврикий помага на персийския шах Хозрой II да заеме сасанидския престол. През 602 г. Маврикий е убит от политическия си опонент Фока, което става повод шах Хозрой II да започне наказателна война срещу новия император. Войната се проточва повече от две десетилетия и се води на територията на целия Близък Изток и на част от Балканите: Египет, Леванта, Месопотамия, Анатолия и дори пред стените на Константинопол. Лев Гумильов нарича тази война „Световна война на VII век“.

## Предистория
След десетилетия войни с променлив характер между двете империи, император Маврикий успява да прекрати Персийско-византийската война от 572 – 591 г., помагайки на персийския принц Хозрой II да се наложи над узурпатора Бахрам и да заеме полагащия му се сасаниядски престол. В знак на благодарност Хозрой предава на Византия части от Североизточна Месопотамия, Армения и Кавказка Иберия. Освен това персийският цар освобождава Византия от ежегодния трибут, който преди това тя трябвало да изплаща на Сасанидите.
Свалил от плещите си този тежък и изтощителен товар за византийската хазна, Маврикий предприема мерки за възстановяване на фиска чрез поредица от икономии. За целта императорът намалява парите, отпускани за войската, което го прави изключително непопулярен сред войниците. През 602 г. недоволството на войниците прераства във въстание срещу императора, избухнало сред армията, разквартирувана на лагер при Дунав. След като избират за главнокомандващ простия войник Фока, войските се отправят към Константинопол. Император Маврикий започва подготовка да спре тълпите им при столицата, но когато метежниците начело с Фока приближават към града, жителите на столицата също се вдигат на въстание. Това принуждава Маврикий да избяга със семейството си на азиатския бряг, откъдето заедно със своя най-голям син и наследник на трона Теодосий се отправя към Халкедон, за да потърсят помощ от персите. Междувременно Фока стъпва в столицата и е коронован за император. Не след дълго Маврикий е заловен и убит от хора на новия император, а накрая същата участ настига в Никея и сина му Теодосий.

## Хозрой II срещу Фока
Малко след убийството на Маврикий, управителят на Месопотамия Нарсес се обявява срещу узурпатора Фока и превзема град Едеса – главен град на Византийска Месопотамия. Фока изпраща войски срещу Нарсес, което принуждава последния да потърси помощ от Хозрой II. Хозрой II, който желаел да отмъсти за убийството на Маврикий, свой другар и опекун, използва смъртта на последния като повод да нападне и завладее отново византийските владения в Армения и Месопотамия.

### Нападението на Персия
Във войската на Хозрой се намира човек, представящ се за Теодосий – сина на Маврикий. Той е коронясан, а шаханшахът му дава войска, която е разбита при Дар.
На следващата година Хозрой започва голямо нападение срещу Византия. През 604 година, след продължителна обсада е превзета Дара, по време на щурма на който епископът на града се самоубива, изплашен пред угрозата шахът да го убие мъчително. Към 607 година персите овладяват цяла Месопотамия.

### Гражданска война във Византия
През 608 година екзархът на Картаген Ираклий Старши вдига бунт против узурпатора Фока, въоръжава армията и поставя начело на нея своите синове Ираклий и Теодосий. През 609 година въстаниците превземат Египет, островите в Егейско море и накрая потеглят към Константинопол.

## Хозрой II срещу Ираклий
През 610 година в Константинопол е извършен преврат, в резултат на който узурпаторът Фока е екзекутиран, а за нов император е провъзгласен синът на екзарха на Картаген Ираклий.

### Опит за мирни преговори през 611 г.
Веднага след свалянето на Фока новият император Ираклий отправя към Хозрой пратеници. Той обаче не реагира на опита за преговори, считайки го за поредния узурпатор.

### Настъпление на Персия в Киликия, Сирия, Палестина и Египет
От май до октомври 610 година персите превземат Антиохия, Апамея и Едеса в Сирия. На следващата година персийският пълководец Бахрам овладява Кесария Кападокийска. През 613 г. персите печелят голяма победа при Антиохия. Два пъти достигат до Халкедон, а в Сирия Шахрбараз превзема Дамаск. Второ предложение за мир на Ираклий било отхвърлено. На 15 април 614 година Шахрбараз потегля към Йерусалим и го превзема след двайсетдневна обсада. По различни източници в града са убити от 62 до 90 000 души, а останалите живи са отведени като роби в Персия. В техни ръце попада и Светия Кръст Господен, който Шахрбараз изпраща при Хозрой, а той го полага в съкровищницата на шаха. Самият град е изгорен. През 615 година персите превземат Александрия и цял Египет. След него те завладяват Халкедон.

## Прелом във войната
През 621 година Ираклий сам възглавява византийската армия и войната придобива друг характер. Цялата следваща година императорът прекарва в подготовка на войската, а през април 623 година вместо с поход към Ктесифон, както очаква Хозрой, той започва поход през Армения от Атропатен до Гандзак, където за малко в плен не е взет самият Хозрой. Оттук отстъпва в Кавказка Албания и превзема нейната столица Барда.
През пролетта на 624 година персите преграждат проломите, водещи от Албания до Персия, но Ираклий ги обхожда през техните големи и дълги пътища по долините. Хозрой изпраща против него Шахин и Шахрбараз, но василевсът ги разбива в няколко сражения в Армения и на следващата пролет през Тавър нахлува в Сирия по течението на Тигър.

### Обсада на Константинопол от аварите 626 г.
В началото на 626 година Шахрбараз настъпва към Константинопол и се разполага на азиатския бряг на Босфора. Аварите и подвластните им славяни нарушават примирието обградили града от европейския бряг по същото време, когато Шахин атакува Ираклий. Но петте дни на атаката не сломяват обсадените и аваро-славянската войска се оттегля.

### Влизане във войната на Западно-тюркския хаганат
През 625 година Ираклий сключва съюз с тюрките и още в 626 година тюркска войска под командването на Шад превзема Дербент и разграбва Закавказието. През 627 година Ираклий продължава военните действия против Шахин със своя брат Теодор, дошъл в Лазика. При Тбилиси се среща с тюркските войски, но обединените войски така и не успяват да превземат града. След безуспешната обсада Джебукаган заедно с войската си напуска Ираклий, обещавайки да се върне на следващата година (през следващата година на тюрките се удава да превземат Тбилиси). През това време Ираклий нахлува дълбоко в Персия, настъпва към Ниневия и започва да преследва персийската войска под командването на Рахзад. В началото на сражението Ираклий е два пъти ранен, но побеждава Рахзад. Победата е за византийците и през януари 628 година те настъпват към Ктесифон. Превземат и разграбват Дастагерд – резиденцията на Хозрой. Самият той избягва от двореца си девет дни преди да дойде императорът. Междувременно в ръцете на Ираклий попада тайно писмо на шаханшаха, в което той, недоволен от Шахрбараз, призовава да го убият. Императорът изпраща това писмо на Шахрбараз и той прави заговор срещу шаха. По пътя от Ктесифон Ираклий узнава, че Хозрой е свален от престола и убит, а на престола се е възкачил сина му.

## Мирният договор
След смъртта на баща си шах става Кавад II, който не след дълго сключва мир с Ираклий, връщайки му всички завзети територии и Светия кръст Господен.